# Płonino
Płonino (deutsch Karlshagen) ist ein Wohnplatz in der Woiwodschaft Westpommern in Polen. Er liegt im Gebiet der Gmina Rymań (Landgemeinde Roman) und gehört mit dieser zum Powiat Kołobrzeski (Kolberger Kreis).
Der Wohnplatz liegt in Hinterpommern, etwa 85 Kilometer nordöstlich von Stettin und etwa 25 Kilometer südlich von Kołobrzeg (Kolberg).
Karlshagen wurde zu Beginn des 19. Jahrhunderts als Vorwerk des Rittergutes Reselkow etwa 1 Kilometer nördlich von Reselkow angelegt. Als das Rittergut im Jahre 1896 durch den damaligen Besitzer aufgeteilt wurde, ging auch Karlshagen mit 119 Hektar Land an einen Käufer. Karlshagen wurde danach als bäuerlicher Gutsbetrieb geführt. Letzter Besitzer von Karlshagen vor 1945 war ein Theodor Ziemer. Im Jahre 1864 lebten in Karlshagen 11 Einwohner, im Jahre 1885 5 Einwohner und im Jahre 1905 23 Einwohner.
Bis 1945 bildete Karlshagen einen Wohnplatz in der Gemeinde Reselkow und gehörte mit dieser zum Landkreis Kolberg-Körlin in der preußischen Provinz Pommern.
Nach dem Zweiten Weltkrieg kam Karlshagen, wie ganz Hinterpommern, an Polen. Die Bevölkerung wurde vertrieben. Der Wohnplatz erhielt den polnischen Ortsnamen Płonino.
Płonino gehört heute zum Schulzenamt Rzesznikowo in der Gmina Rymań. Im Jahre 2013 wurden 14 Einwohner gezählt.